# Prix du Champagne Lanson
Der Prix du Champagne Lanson war ein Wettbewerb für deutschsprachige Weinjournalisten. Er wurde in den Jahren 2001 bis 2008 ausgetragen und von dem Champagner-Hersteller Lanson (gegründet 1760) aus Reims ausgerichtet. 
Der Preis war im ersten Jahr  mit 2001 Euro dotiert. Diese Summe erhöhte sich seither pro Jahr um einen Euro. Mit dem Jahr 2007 wurde die Summe verdoppelt, wobei die Hälfte an eine karitative Einrichtung ging, die der jeweilige Gewinner bestimmte.  
Die unabhängige Jury war mit Fachleuten verschiedener Sparten der Weinbranche (Autor, Verleger, Weinhändler, Winzer, Fachlehrer etc.) besetzt.  Die Bewertung der eingereichten Arbeiten erfolgte nach den Kriterien „Verständlichkeit der Darstellung des Stoffes“, „journalistische Form“ sowie „Originalität und Kreativität“. Seit 2007 war der Wettbewerb, der sich ursprünglich auf Printmedien beschränkte, für alle Formen des Online-Journalismus geöffnet und ab 2008 wurde der Preis in zwei Sparten vergeben: Publikumszeitschriften und Fachpublikationen, zu denen auch Online-Medien und Zeitungen zählten. 
Im Jahr 2008 wurde der Preis letztmals vergeben.

## Die Preisträger
2001 
- Hauptpreis: André Dominé (Wein Gourmet)
- Sonderpreis: nicht vergeben

2002 
- Hauptpreis: Gero von Randow (Wein Gourmet)
- Sonderpreis: Till Ehrlich (Slow Food Magazin), Stefan Krimm (Alles über Wein)

2003 
- Hauptpreis: Till Ehrlich (Slow Food Magazin)
- Sonderpreis: Michael Hornickel (Weinwirtschaft)

2004 
- Hauptpreis: Stuart Pigott (Wein Gourmet)
- Sonderpreis: Cornelius und Fabian Lange (Die Zeit)

2005 
- Hauptpreis: Veronika Crecelius (Essen & trinken)
- Sonderpreis: Mario Scheuermann (Alles über Wein)

2006 
- Hauptpreis: Jens Priewe (Wein Gourmet)
- Sonderpreis: nicht vergeben

2007 
- Hauptpreis: Martin Maria Schwarz (Hessischer Rundfunk)
- Sonderpreis: Stefan Elfenbein (Wein Gourmet)

2008
- Hauptpreis Publikumszeitschriften: Ursula Heinzelmann (Slow Food Magazin)
- Hauptpreis Fachzeitschriften/Zeitungen/Internet: Sascha Speicher (Champagne Magazin)
- Sonderpreis: Bernd Fritz (Wein Gourmet)